# Maltesholm slot
Maltesholm slot er et svensk slot i Östra Sönnarslöv sogn i Kristianstad kommune i Skåne. Det ligger 18 km sydvest for Kristianstad på Linderødsåsen. Maltesholm blev opført som et renæssanceslot med en bred voldgrav 1635-38, men det fik sit nuværende udseende med valmtag og pudset facade i 1780'erne. Slottet er privat, men der er offentlig adgang en del af året til parkanlægget.

## Historie

### Malte Juel
I middelalderen hørte godset til Vittskövle slot, som på det tidspunkt tilhørte Brahe-slægten. Siden blev det udgård til byen Sönnarslöv. Gennem arv gik godset til Anne Ramel, der i 1625 giftede sig med den danske lensmand i Kristianstad, Malte Juel, som gav gården sit navn. Han udvidede godset ved at tilkøbe jord fra nabogodser. I 1635 lod han det nuværende slot opføre som et renæssanceslot i Christian 4.s-stil. Det blev bygget i tegl og fik tre etager, to prægtige gavle og et trappetårn med en yndefuld spiral, omgivet af en bred voldgrav.

### Bygge-Hans
Godset blev igen udvidet på den rige og egensindige Malte Ramels tid. Han var Skånes største godsejer. Hans søn, Hans, der fik tilnavnet Bygge-Hans på grund af, at han viede megen tid til at udvikle sin fars ejendomme og opføre pragtbygninger, fortsatte med at ekspandere Maltesholm. Han byggede slottet om i 1780 efter tidens stil. Han fjernede spiralen, trappetrinsgavlene, fjernede den øverste etage og gav det valmtag. Facaden blev pudset, og vindebroen blev erstattet af en stenbro.
Bygge-Hans lod også opføre det enorme anlæg, Höge väg, som fører op til slottet. Det er en 1,3 km lang og 12-20 m bred vej, der sine steder hæver sig 6 m over terrænet. Det tog næsten 50 år at anlægge vejen, og hver dag var arbejderne på slottet tvunget til at medbringe en sten til vejanlægget, hvilket skulle have ført til følgende udsagn: Var ikke herremanden gal, så havde ej fattigmand brød.
I 1800 overgik slottet til Axel Gabriel De la Gardie, som var gift med Christina Gustava Ramel, og det forblev i slægten De la Gardies eje i over hundrede år. I 1933 overgik slottet gennem arv til friherrefamilien Palmstierna, som fortsat ejer det.

### Parken
Den fornemme park er frembragt gennem 370 år fra at være en renæssancehave med blomster og nytteplanter til en sen 1700-talslandskabspark, som er bygget op om to akser fra slottet. I parken ligger et lysthus i klassicistisk stil tegnet af Carl Hårleman 1770. Derudover finder man i parken et orangeri fra 1781, hvor de første bananer blev dyrket i Sverige, ifølge Linné. Der kan man også finde Sveriges største taks og en enorm douglasgran, der er over 200 år gammel, 35 m højt og med en omkreds på stammen på over 450 cm.

### Den ramelske krypt
Et par kilometer sydøst for slottet ligger Östra Sönnarslövs kirke, hvis ældste dele stammer fra det 12. århundrede, og som er dekoreret med kalkmalerier fra det 15. århundrede. Her finder man den ramelsk krypt, som indeholder tre stensarkofager med asken efter Malte Ramel og begge hans hustruer.

## Galleri
- Malteholm slot med stenbroen, slotsgården og trappetårnet.
- Höge väg, der fører op til slottet.
- Slotsparken